# 白井晃
白井 晃（、1957年5月21日 - ）は、日本の俳優、演出家。レコンオフィス所属。
京都府出身。大阪府立天王寺高等学校、早稲田大学教育学部卒業。

## 来歴
父親は電気技師で『プロポーズ大作戦』の「フィーリングカップル5x5」の電光板を作った。立命館大学に在籍の時、たまたま早稲田大学生による演劇を観て「同じ大学生なのに、ここまでできるのか」と感化され、「このメンバーと演劇をやりたい」と思い早大入学を決意。翌年の受験で晴れて合格、入学時より早大演劇研究会に所属。
早大卒業後、電通PRセンター（現・電通パブリックリレーションズ）勤務を経て、1983年12月高泉淳子とともに劇団「遊◎機械/全自動シアター」を結成、1984年3月旗揚げ公演。戯曲の演出および役者として活動する。
1989年から年末には、バイオリニスト・中西俊博を迎え、芝居とジャズ音楽を組み合わせたショー『ア・ラ・カルト 役者と音楽家のいるレストラン』を定期的に公演。（2008年の20周年をもって終了）
2002年10月公演の『クラブ・オブ・アリス』をもって、劇団の解散を発表。制作母体である「遊機械オフィス」は続行し、プロデュース公演を制作。
舞台のほか、テレビドラマ『王様のレストラン』（1995年）以降、映画・テレビドラマ出演も多くなった。テレビドラマ『古畑任三郎』の芳賀刑事役で人気を博す。
三谷幸喜作品に常連出演しており、三谷初のミュージカル作品『オケピ!』の2000年の初演ではサックス奏者を、再演の2003年には真田広之に代わって主演のコンダクター役を演じた。
2014年4月、KAAT 神奈川芸術劇場のアーティスティック・スーパーバイザー（芸術参与）に就任。8月に第1回プロデュース公演『Lost Memory Theatre』が上演。
2016年4月、KAAT神奈川芸術劇場の芸術監督に就任。
2021年3月、KAAT神奈川芸術劇場の芸術監督を退任。
2022年4月、世田谷パブリックシアター芸術監督に就任。

## 出演

### 舞台（出演）
- ア・ラ・カルト〜役者と音楽家のいるレストラン（1989年 - 2008年） ※構成も担当
- 滅びかけた人類その愛の本質とは…（1993年）
- ラストチャンスキャバレー（1994年） ※演出も担当
- S - 記憶のけもの - （2000年） ※演出も担当
- パードレ・ノーストロ（2002年）
- ノーセンス（2002年） ※演出も担当
- オケピ!（2003年）
- うら騒ぎ ノイゼズ・オフ（2005年） ※演出も担当
- アンデルセン・プロジェクト（2006年）
- ヒステリア－あるいは、ある強迫神経症の分析の断片（2007年） ※演出も担当
- ジャックとその主人（2008年）
- ピランデッロのヘンリー四世（2009年） ※演出も担当
- 桜姫（2009年）
- 国民の映画（2011年）
- コクーン歌舞伎、第十三弾 天日坊（2012年）
- 趣味の部屋（2013年）
- オセロ （2013年） ※構成・上演台本・演出も担当
- 兵士の物語 （2013年）
- マクベス （2013年）
- Lost Memory Theatre（2014年） ※構成・演出も担当
- 趣味の部屋　再演（2015年）
- 夢の劇-ドリーム・プレイ（2016年） ※構成・演出も担当

### テレビドラマ
- 特救指令ソルブレイン 第45話「標的は小さな証人」（1991年12月1日、テレビ朝日） - 湯浅繁
- 火曜サスペンス劇場 刑事・鬼貫八郎 死びとの座（1993年3月9日、日本テレビ）
- 王様のレストラン（1995年4月 - 7月、フジテレビ） - 大庭金四郎
- 正義は勝つ（1995年10月 - 12月、フジテレビ）
- 古畑任三郎（フジテレビ）- 芳賀啓二
  - 古畑任三郎 第2シーズン（1996年1月 - 3月）
  - 巡査・今泉慎太郎（1996年1月 - 3月）
  - 古畑任三郎 第3シーズン（1999年4月）
- 金田一少年の事件簿（1996年8月31日、日本テレビ） - 俵田孝太郎
- 3番テーブルの客（1997年1月6日、フジテレビ）
- 大河ドラマ（NHK総合）
  - 毛利元就（1997年） - 相良武任
  - 新選組!（2004年） - 清河八郎
  - 篤姫（2008年） - 安藤信正
- Shin-D 亡霊劇場（1997年6月 - 7月、日本テレビ）
- FiVE（1997年4月 - 6月、日本テレビ）
- こんな恋のはなし（1997年7月 - 9月、フジテレビ） - 吉村
- スチュワーデス刑事II（1998年1月9日、フジテレビ） - 黒川政夫
- 立ち入り禁止! STAFF ONLY（1998年2月2日、フジテレビ）
- WITH LOVE（1998年4月 - 6月、フジテレビ）
- 世界で一番パパが好き（1998年7月 - 9月、フジテレビ） - 坂上浩一
- お水の花道（1999年2月17日、フジテレビ）
- 富江 アナザフェイス（1999年12月26日、関西テレビ） - 太田
- 金曜エンタテイメント「ミスDJ〜殺しのリクエスト〜」（2001年2月16日、フジテレビ） - 谷田部敬吾
- HERO（2001年3月19日、フジテレビ） - 石坂晴男
- 伝説のワニ ジェイク（2001年7月 - 12月、テレビ東京）
- 東京物語（2002年7月6日、フジテレビ） - 平山幸一
- HR（エイチアール）（2002年10月 - 2003年3月、フジテレビ） - 和久井晃
- 僕だけのマドンナ（2003年7月 - 9月、フジテレビ） - 長野渉
- 結婚のカタチ（2004年10月 - 11月、NHK総合 夜の連続ドラマ） - 徳永卓哉
- あの日にかえりたい 〜東京キャンティ物語〜（2004年10月10日、日本テレビ）
- 世にも奇妙な物語 15周年の特別編 奥さん屋さん（2006年3月28日、フジテレビ）
- 結婚できない男（2006年8月8日、関西テレビ） - 結城史郎
- 役者魂!（2006年10月 - 12月、フジテレビ） - 梓幸一郎
- 牛に願いを Love&Farm（2007年8月28日、9月4日、関西テレビ） - 住吉利次
- 水曜ミステリー9 法廷荒らし弁護士 猪狩文助（2007年11月21日、テレビ東京） - 青山義信
- 鹿男あをによし 第1話（2008年1月17日、フジテレビ） - 長谷部教授
- 奇跡の動物園〜旭山動物園物語〜（2008年5月16日、フジテレビ） - 星野郷
- ゴンゾウ 伝説の刑事 第5-6話（2008年7月30日、8月6日、テレビ朝日） - 岡林和馬
- 戦士の資格（2008年12月29日、フジテレビ） - 藤堂守
- 土曜時代劇 オトコマエ!2（2009年9月、NHK総合） - 道庵
- 警視庁失踪人捜査課 第1話（2010年4月15日、朝日放送・テレビ朝日） - エドガー大友
- 宮部みゆき・4週連続　“極上”ミステリー 最終夜 レベル7（2012年5月28日、TBS） - 島村幸男
- 東野圭吾ミステリーズ 第2話「犯人のいない殺人の夜」（2012年7月12日、フジテレビ） - 岸田創介
- MONSTERS 第3話（2012年11月4日、TBS） - 矢崎健吾
- 山田太一ドラマスペシャル 時は立ちどまらない（2014年2月22日、テレビ朝日）
- 連続テレビ小説 マッサン（2014年9月 - 2015年3月、NHK総合） - 矢口清
- 天皇の料理番 第5話（2015年5月24日、TBS） - 偽男爵
- 漱石悶々 夏目漱石最後の恋 京都祇園の二十九日間（2016年12月10日、NHK BSプレミアム） - 岡本橘仙
- 植木等とのぼせもん（2017年、NHK総合） - 藤本真澄
- 99.9-刑事専門弁護士- SEASON II（2018年、TBS） - 沢渡清志郎
- Heaven?（2019年） ‐ 中聖人

### 映画
- 第1回欽ちゃんのシネマジャック「きっと、来るさ」（1993年10月8日、市川準監督）
- Focus（1996年10月12日、井坂聡監督） - 岩井
- 誘拐（1997年6月7日、大河原孝夫監督） - コメンテーター
- 催眠（1999年6月5日、落合正幸監督） - 下元
- GTO（1999年12月18日、鈴木雅之監督） - 司馬
- 破線のマリス（2000年、井坂聡監督） - 春名誠一
- 川の流れのように（2000年、秋元康監督）
- みんなのいえ（2001年6月9日、三谷幸喜監督） - 須賀
- ゴジラ×メカゴジラ（2002年12月14日、手塚昌明監督） - 赤松伸治[1]
- チェリーパイ（2006年10月7日、井上春生監督） - 立石
- 象の背中（2007年10月27日、井坂聡監督） - 松井医師
- すべては海になる（2010年1月23日、山田あかね監督） - 大高洋治
- 天地明察（2012年9月15日、滝田洋二郎監督） - 山崎闇斎
- 謝罪の王様（2013年9月28日、水田伸生監督） - 配給会社社長

### テレビアニメ
- 魔法使いTai!（1999年7月 - 10月、WOWOW） - 久保克人

### バラエティ
- 解析料理〜アルケストラトスの食卓〜（1995年、フジテレビ）
- 香港ドラゴンニュース（1997年、フジテレビ）
- お厚いのがお好き?（2003年、フジテレビ） - 本の案内人
- 趣味悠々（2004年、NHK教育）
- 人生の選択～Meister Collections～（2005年 - 2006年、BS日テレ） - マイスター・コレクター（ナビゲーター）
- 謎のホームページ サラリーマンNEO（2005年、NHK総合）
- ハイビジョンふるさと発 失われた蘭の楽園〜京都・版画集“蘭花譜”ものがたり（2005年、NHK BShi）
- 世界・ふしぎ発見!（2007年6月2日 - 、TBS） - ゲスト・準レギュラー
- 経済ドキュメンタリードラマ ルビコンの決断（2009年4月16日 - 、テレビ東京） - ナレーター
- グラン・ジュテ 私が跳んだ日（2010年9月、NHK教育） - ナレーター
- 経済ドキュメンタリードラマ ルビコンの決断 （2010年9月16日、テレビ東京） - ドラマ編 心臓外科医役

### その他テレビ番組
- 100分de名著 スピノザ「エチカ」 朗読 （2018年12月3日・10日、NHK教育）

### CM
- 東芝 インフォメーション「な～るほど東芝」（1989年 - 1990年代前半）　高泉淳子と共演
- 味の素 冷凍食品（1997年 - 1999年）
- 大鵬薬品工業 ソルマック（1998年）
- サミー （1998年 - 2001年）
- NTTコミュニケーションズ （2001年 - 2002年）
- トヨタ自動車 プレミオ （2002年 - 2003年）
- アサヒビール 本生 （2003年）
- 明治乳業（現明治） LG21 （2003年）
- 積水ハウス （2003年 - 2004年）
- 武田薬品工業 ベンザ鼻炎薬α （2005年）
- NTTドコモ 家族キャンペーン 「おじいちゃんのニュース」篇／「母の贈りもの」篇 （2008年）

## 主な演出作品

### 舞台（演出）
- イーハトーブの音楽劇 銀河鉄道の夜（1995年 - 1996年）
- ファルスタッフ（1999年）
- ムーン・パレス（2001年）
- ピッチフォーク・ディズニー（2002年）
- ミュージカル 星の王子さま（2003年、2005年）
- 宇宙でいちばん速い時計（2003年）
- 音楽劇 ファウスト（2004年）
- 溺れた世界（2004年）
- ルル〜破滅の微笑み〜（2005年）
- 偶然の音楽（2005年、2008年）
- オペラ 愛の白夜（2006年[6]、2009年[7]）
- 血の婚礼（2007年）脚本も担当
- 音楽劇 三文オペラ（2007年）
- 混じりあうこと、消えること（2008年）
- 中国の不思議な役人（2009年）
- エドワード・ボンドの「リア」（2009年）
- オペラ オテロ（2010年）[8]
- ガラスの葉（2010年）
- ジャンヌ・ダルク（2010年、2014年、2023年[9]）
- 幽霊たち（2011年）構成も担当
- 天守物語（2011年）
- ミュージカル GOLD -カミーユとロダン （2011年） ※上演台本も担当
- オペラ 魔笛（2012年）[10]
- 幻蝶 （2012年）
- メルセデス・アイス（2012年）※劇団TCアルプに提供、脚色・演出
- 4 four （2012年）
- オペラ こうもり （2013年）[11]
- 音楽劇 ヴォイツェク （2013年）
- オセロ （2013年） ※構成・上演台本・出演も担当
- 9days Queen〜九日間の女王 （2014年）
- ブロードウェイ・ミュージカル アダムス・ファミリー （2014年） ※翻訳も目黒条と共に担当
- テンペスト （2014年）
- 出口なし（2014年）
- ロンドン版 ショーシャンクの空に（2014年）
- マーキュリー・ファー（2015年、2022年）
- ペール・ギュント（2015年）
- No.9-不滅の旋律（2015年、2019年、2020年）
- オペラ フィガロの結婚（2015年）[12]
- レディエント・バーミン（2016年）[13]
- マハゴニー市の興亡（2016年）
- ブロードウェイのミュージカル・ビッグフィッシュ（2017年）
- 春のめざめ（2017年、2019年）[14]
- オーランドー（2017年）
- バリーターク（英語版）（2018年）
- 華氏451度（2018年）
- 恐るべき子供たち（2019年）
- 怪人と探偵（2019年）
- ビッグ・フィッシュ　12chairs version（2019年)
- SIZUKO! QUEEN OF BOOGIE（2019年）
- 音楽劇 アルトゥロ・ウイの興隆（英語版）（2020年）
- ホイッスル・ダウン・ザ・ウィンド～汚れなき瞳～（2020年）
- ボーイズ・イン・ザ・バンド～真夜中のパーティー～（2020年）
- 銀河鉄道の夜2020（2020年）
- アーリントン（2021年）
- ジャック・ザ・リッパー(2021年)
- 住所まちがい(2022年)
- ある馬の物語(2023年)
- メルセデス・アイス(2023年)
- メディスン(2024年)
- セツアンの善人(2024年)
- シッダールタ(2025年〈予定〉)[15]

## 受賞歴
演出家としての受賞
- 平成6年度文化庁芸術祭賞（1994年） - 遊◎機械/全自動シアターとしての受賞[16]
- 第9回読売演劇大賞優秀演出家賞（2001年）
- 第10回読売演劇大賞優秀演出家賞（2002年）
- 第13回湯浅芳子賞翻訳・脚色部門（2005年）
- 第4回WOWOW 勝手に演劇大賞・演出家賞（2013年）- 『オセロ』『音楽劇ヴォイツェック』[17]
- WOWOW 勝手に演劇大賞2015・演出家賞（2016年） - 『No.9－不滅の旋律－』[18]